# Effetto di liceità
Con effetto di liceità, nel diritto internazionale, si intende la conseguenza giuridica attribuita a delle raccomandazioni non vincolanti emanate da un'organizzazione internazionale (ONU, Unione europea). Per tale effetto, lo Stato che ottemperi alla raccomandazione non commette un illecito se con ciò si discosta da impegni precedentemente assunti mediante accordi oppure da obblighi derivanti dal diritto internazionale consuetudinario.
Questo effetto deve essere ammesso solo tra Stati membri di tali organizzazioni sovranazionali, e in riferimento a raccomandazioni legittime.